# 複数犯罪
複数犯罪（ふくすうはんざい、Fuzz）は、1972年に公開されたアメリカ合衆国のアクションコメディ映画。
エド・マクベインの小説「87分署シリーズ」の一編「警官（さつ）」を映画化したもので、マクベイン本人がエヴァン・ハンター名義で脚本に参加している。
監督はリチャード・コーラ。出演はバート・レイノルズ、ユル・ブリンナー、 ラクエル・ウェルチ、トム・スケリット、ジャック・ウェストン。

## あらすじ
ボストン市警第87分署の刑事たちが、数日にわたって様々な事件を捜査する姿を描く。
スティーブ・カレラ刑事はホームレスに扮して、ホームレスが火をつけられるという一連の襲撃事件を捜査する。裏路地で2人の若者がカレラ刑事に近づき、可燃性の液体をかけ、火を付ける。カレラ刑事は入院したが回復し、職場復帰する。
謎の電話の主が、5千ドルの身代金を払わなければ市のクーパー公園局長を殺すと脅迫してくる。クリング刑事とブラウン刑事はランチボックスに入れた身代金（中身は紙の束）を置いた墓地内の現場を監視し、ランチボックスを持ち去るトニー・ラ・ブレスカという男を尾行する。その後、クーパー公園局長が射殺されてしまう。
更には、スカンロン副市長を殺すとして身代金5万ドルが要求される。偽の身代金が入った箱が指定された場所に置かれ、警察が張り込む。若い男が箱を持って行き捕まるが、その男は5ドルでそうするように指示されただけで、箱の中身はマリファナであると考えていたことが分かり、釈放される。その後、副市長は車に仕掛けられた爆弾で殺される。
一連の強姦事件の捜査のために、アイリーン・マクヘンリー刑事が87分署に異動して来る。マイヤー刑事は彼女に被害に遭った女性からの聴取を依頼するが、マントを羽織った男に襲われたと主張するその女性は精神障害を持っていることが判明する。その聴取の模様を近くで聞いていたカレラとマイヤーは笑うが、マクヘンリーは女性の陳述が罠だと気づく。その後、マクヘンリーは夜遅くに公園を歩いていると、男が近づいてきて彼女に襲い掛かってくる。彼女は男を逮捕し、一連の襲撃事件を終わらせる。
恐喝犯は”デフ・マン”（聾男）と呼ばれる男で、バックとアフマドを部下として使っている。彼らの次のターゲットはヘンリー・ジェファソン市長で、身代金は50万ドルである。爆弾により市長公邸一帯を停電させた後、彼らは電気工と警官に変装して公邸に入り込み、市長の寝室に爆弾を仕掛ける。そしてデフ・マンはジェファソン市長に電話をかけ、金を要求する。
刑事たちはトニー・ラ・ブレスカがデフ・マンと関係があると睨んで、彼の監視を続ける。しかし、トニーは仲間のシュローダーと共に酒屋に強盗に入ろうとしているケチな犯罪者であることが判明する。カレラとクリングは酒屋の奥の部屋に潜み、強盗を捕まえる準備をする。ジェファソンの邸宅に爆弾を仕掛けた後、デフ・マンとその手下たちがその酒屋でシャンパンを買うために立ち寄ったことから、2つの事案がかち合うこととなる。強盗たちは裏口から押し入る。バックが警察の格好をしているのを見て、強盗は銃撃を始める。バックは射殺され、デフ・マンは逃げるが、その際、クリングが撃った弾に当たる。アフマドが運転する車は商店に突っ込み、アフマドも死ぬ。その車の中でクリングが市長公邸の見取り図を見つけ、公邸の爆破は回避される。
撃たれたデフ・マンは近くの川べりまで歩いて逃げるが、そこでカレラに火を付けたのと同じ2人の若者に遭遇する。2人はデフ・マンに火をつけ、デフ・マンは逃げるために川に飛び込み、行方不明となる。警察は事件の解決を喜ぶが、彼らが立ち去ろうとする時、水の中から手が現れ、浮かんでいる補聴器に手を伸ばす。

## キャスト
| 役名        | 俳優                 | 日本語吹替                                             |
| 役名        | 俳優                 | TBS版                                                  |
| ----------- | -------------------- | ------------------------------------------------------ |
| キャレラ    | バート・レイノルズ   | 睦五朗                                                 |
| 狼男        | ユル・ブリンナー     | 小林修                                                 |
| アイリーン  | ラクエル・ウェルチ   | 小原乃梨子                                             |
| マイヤー    | ジャック・ウェストン | 梓欣造                                                 |
| クリング    | トム・スケリット     | 小川真司                                               |
| 不明 その他 |                      | 柳生博 阪脩 大竹宏 たてかべ和也 上田敏也 筈見純 巴菁子 |
|             |                      |                                                        |
| 演出        | 演出                 | 小林守夫                                               |
| 翻訳        | 翻訳                 | 木原たけし                                             |
| 効果        |                      |                                                        |
| 調整        |                      |                                                        |
| 制作        | 制作                 | 東北新社                                               |
| 解説        | 解説                 | 荻昌弘                                                 |
| 初回放送    | 初回放送             | 1976年11月15日 『月曜ロードショー』                    |